# Джаксън
Вижте пояснителната страница за други населени места с името Джаксън.
Джаксън (на английски: Jackson) е град, столица на щата Мисисипи, САЩ. Градът е основан през 1822 година. Населението му през 2006 година е 176 614 души.

## География
Разположен е на 85 метра надморска височина в Льосовите равнини на Мисисипската долина.

## Население
- 196 637 (1990)
- 184 286 (2000)
- 176 614 (2006)

Расов състав:
- черни – 70,6%
- бели – 27,8%

## Личности
- Томас Харис – писател